# Vincenzellus unifasciatus
Vincenzellus unifasciatus is een keversoort uit de familie platsnuitkevers (Salpingidae). De wetenschappelijke naam van de soort werd in 1936 gepubliceerd door Maurice Pic.